# Mainz (Bad Aibling)

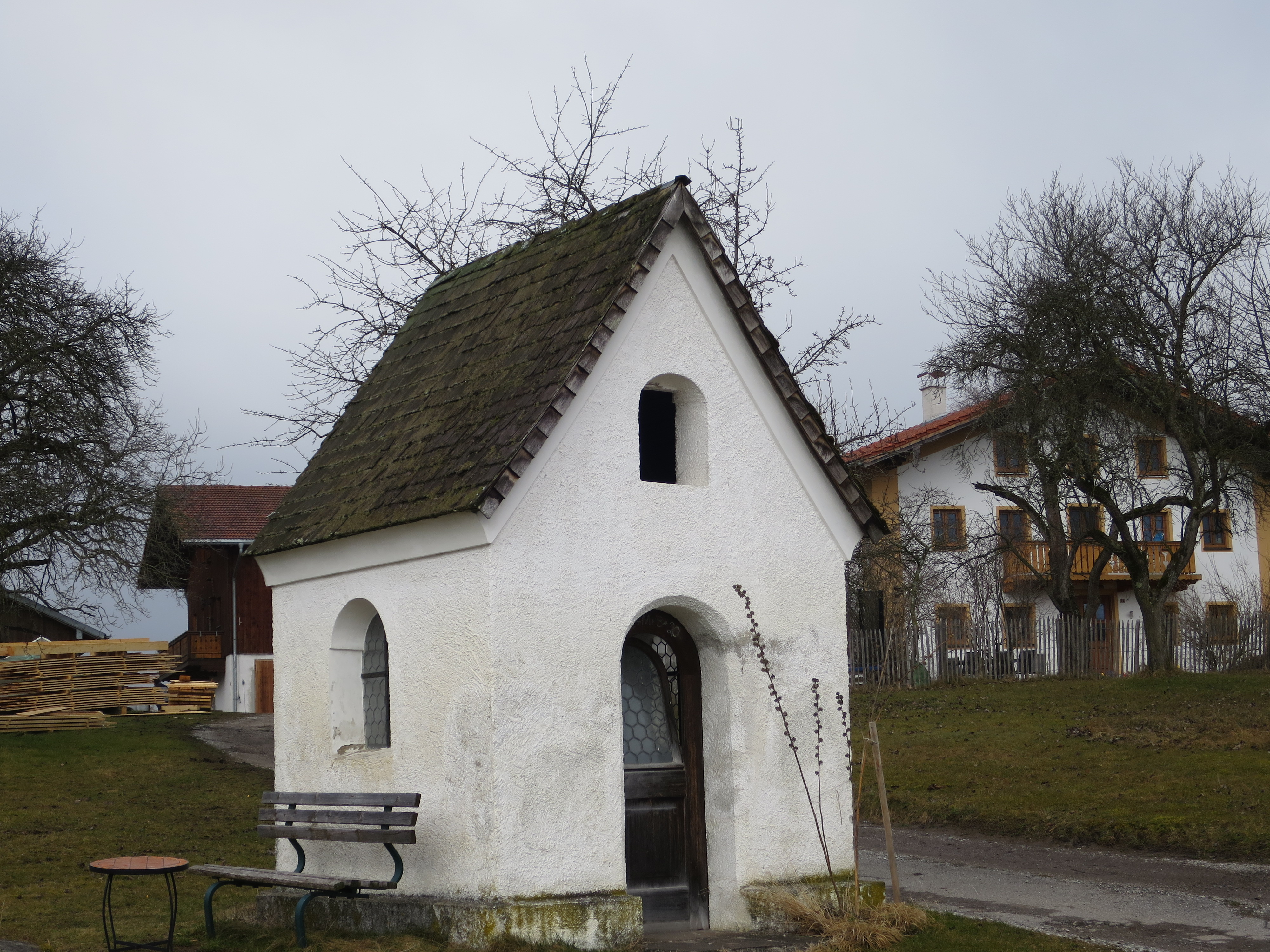
Hofkapelle in Mainz

Der Weiler Mainz ist ein Stadtteil von Bad Aibling. Er liegt rund 4,5 Kilometer südwestlich der Innenstadt von Bad Aibling auf 560 Meter Höhe. Auf einer Fläche von 0,04 km² leben 18 Einwohner.